# Maxifant und Minifant
Maxifant und Minifant war eine Fernsehserie für Kinder, die ab 1972 im Deutschen Fernsehen zu sehen war. Die Puppenfiguren Maxifant und Minifant sind eine Erfindung des Puppenspielers, Dramaturgen und Soziotherapeuten Wolfgang Buresch, der auch Hase Cäsar, Emm wie Meikel und Plumpaquatsch entwickelte.
Ursprünglich als Teil des Feuerroten Spielmobils geplant, wurde es nach fünf Folgen eine eigenständige Serie. Produziert wurde das Magazin für fünf- bis siebenjährige Kinder von 1972 bis 1975 für den NDR in 52 Folgen. Ab 1975 wechselte der Titel zu Maxi und Mini.
- Idee und Entwicklung der Sendereihe sowie Leitung des Autorenteams: Wolfgang Buresch
- Puppenspieler Maxifant: Rudolf Fischer
- Puppenspieler Minifant: Wolfgang Buresch